# Урожайное (Кабардино-Балкария)
Урожа́йное (кабард.-черк. Абей къуажэ, Урожайнэ) — село в Терском районе республики Кабардино-Балкария. Административный центр муниципального образования «Сельское поселение Урожайное».

## География
Селение расположено в северной части Терского района, на правом берегу реки Терек. Находится в 28 км к северу от районного центра Терек и в 67 км к северо-востоку от города Нальчик.
Площадь территории сельского поселения составляет — 49,23 км2. Основной массив площади расположен на равнине и незначительная часть находится на склонах Арикского хребта.
Граничит с землями населённых пунктов: Терекское на востоке, Новая Балкария на западе, на севере на противоположном берегу реки Терек расположен посёлок Пришибо-Малкинское.
Населённый пункт находится на наклонной Кабардинской равнине, в переходной от предгорной в равнинную, зоне республики. Средние высоты на территории села составляют 172 метра над уровнем моря. Рельеф местности представляют собой в основном предгорную наклонную равнину. На севере вдоль долины реки Терек тянутся бугристые возвышенности, на юге возвышаются склоны Арикского хребта.
Гидрографическая сеть в основном представлено рекой Терек. Долина реки занята сохранившимися приречными лесами. В южной части сельского поселения проходит главная артерия Малокабардинского канала.
Климат влажный умеренный с тёплым летом и прохладной зимой. Среднегодовая температура воздуха составляет около +10,5°С, и колеблется от средних +23,2°С в июле, до средних -2,5°С в январе. Минимальные температуры зимой редко отпускаются ниже -10°С, летом максимальные температуры превышают +35°С. Среднегодовое количество осадков составляет около 600 мм. Основная часть осадков выпадает в период с апреля по июнь. Основные ветры — северные и северо-западные. В конце лета возможны суховеи, вызванные воздействием воздушных течений исходящими из Прикаспийской низменности.

## История
Селение на своем нынешнем месте основано в 1865 году после Земельной реформы Кабарды, в ходе которого аул Абаево располагавшийся недалеко от Моздока, был переселён с правого берега реки Курп на левый.
В 1920 году, с окончательным установлением советской власти в Кабарде, решением ревкома Нальчикского округа, Абаево как и все другие кабардинские поселения было переименовано из-за присутствия в их названиях княжеских и дворянских фамилий. В результате село получило новое название — Неурожайное, из-за скудности земель села.
В 1929 году после строительства и введения в эксплуатацию сети Малокабардинской опытно-оросительной системы, село вышло на один из лидирующих мест по сбору урожая. В связи с этим, в 1934 году село было переименовано в Урожайное.
В годы Великой Отечественной войны, в ноябре 1942 года село было оккупировано немецкими войсками. Освобожден в конце декабря того же года. В память о погибших в селе установлены памятники и мемориалы.
С 1944 по 1959 года Урожайное являлся административным центром новообразованного Урожайненского района КБАССР. В 1959 году, Урожайненский район упразднён и обратно включён в состав Терского района.

## Население
| 2002  | 2010  | 2012  | 2013  | 2014  | 2015  | 2016  |
| ----- | ----- | ----- | ----- | ----- | ----- | ----- |
| 2056  | ↘2025 | ↘2013 | ↘1999 | ↘1991 | ↗1999 | ↘1987 |
| 2017  | 2018  | 2019  | 2020  | 2021  | 2023  | 2024  |
| ↗1997 | ↘1995 | ↗2006 | ↘2002 | ↗2138 | ↘2127 | ↗2142 |
| 2025  |       |       |       |       |       |       |
| ↗2149 |       |       |       |       |       |       |

Плотность — 43.65 чел./км2.
Национальный состав
По данным Всероссийской переписи населения 2010 года:
| Народ      | Численность, чел. | Доля от всего населения, % |
| ---------- | ----------------- | -------------------------- |
| кабардинцы | 2 002             | 98,9 %                     |
| другие     | 23                | 1,1 %                      |
| всего      | 2 025             | 100 %                      |

По данным Всероссийской переписи населения 2021 года:
| Народ               | Численность, чел. | Доля от всего населения, % |
| ------------------- | ----------------- | -------------------------- |
| кабардинцы          | 2 038             | 95,32 %                    |
| черкесы             | 72                | 3,37 %                     |
| другие / не указано | 28                | 1,31 %                     |
| всего               | 2 138             | 100,0 %                    |

Поло-возрастной состав
По данным Всероссийской переписи населения 2010 года:
| Возраст     | Мужчины, чел. | Женщины, чел. | Общая численность, чел. | Доля от всего населения, % |
| ----------- | ------------- | ------------- | ----------------------- | -------------------------- |
| 0 — 14 лет  | 202           | 208           | 410                     | 20,2 %                     |
| 15 — 59 лет | 691           | 640           | 1 331                   | 65,8 %                     |
| от 60 лет   | 94            | 190           | 284                     | 14,0 %                     |
| Всего       | 987           | 1 038         | 2 025                   | 100,0 %                    |

Мужчины — 987 чел. (48,7 %). Женщины — 1 038 чел. (51,3 %).
Средний возраст населения — 34,3 лет. Медианный возраст населения — 31,2 лет.
Средний возраст мужчин — 32,4 лет. Медианный возраст мужчин — 30,4 лет.
Средний возраст женщин — 36,2 лет. Медианный возраст женщин — 32,7 лет.

## Образование
- Средняя общеобразовательная школа — ул. Барагунова, 22[20].
- Начальная школа Детский сад

## Здравоохранение
- Участковая больница — ул. Ленина, 36.

## Культура
- Дом культуры

Общественно-политические организации: 
- Адыгэ Хасэ
- Совет ветеранов труда и войны

## Ислам
- РМО «Аль-Хадий» — ул. Бесланеева, 91.

## Экономика
Основу экономики села составляет сельское хозяйство. Наибольшее развитие получили выращивания злаковых и технических культур.

## Уличная сеть
Улицы
| Барагунова |
| Бесланеева |
| Болотокова |
| Канкошева  |
| Ленина     |

| Лермонтова |
| Мичурина   |
| Подгорная  |
| Садовая    |
| Свободы    |

| Степная    |
| Тапова     |
| Хагова     |
| Шекихачева |

Переулки
| Базарный  |
| Дружбы    |
| Колхозный |

| Лесной  |
| Майский |
| Мира    |

| Октябрьский  |
| Спортивный   |
| Строительный |